# Curtiss P-60
Curtiss P-60 foi uma aeronave de caça monomotora construída na década de 1940 nos Estados Unidos pela Curtiss-Wright como modelo sucessor do seu P-40. 
Passou por uma série de versões de protótipos e eventualmente evoluiu para um design que tinha pouca semelhança com o P-40. Nenhum dos protótipos chegou à fase de produção.

## Design e desenvolvimento
O projeto inicial contido nas propostas para o Corpo Aéreo do Exército dos Estados Unidos (do inglês United States Army Air Corps - USAAC) era para uma aeronave baseada no projeto do P-40, mas com uma asa de fluxo laminar, um motor Continental XIV-1430 invertido, e oito metralhadoras de 12,7 mm montadas nas asas. Esta proposta foi aceita e um contrato de dois protótipos foi assinado em 1 de outubro de 1940, o projeto foi designado XP-53.
Depois de dois meses o USAAC modificou o contrato requerendo que o segundo protótipo fosse concluído com o motor Rolls-Royce Merlin no lugar do XIV-1430. A aeronave foi re-designada XP-60. O projeto da fuselagem foi modificado para o motor diferente e o trem de pouso principal foi alterado do que se movimenta para trás igual ao P-40 para um que se movimenta para dentro, permitindo uma distância entre eixos maior e e uma superfície de asa mais lisa quando o trem de pouso está recolhido. Esta aeronave voou pela primeira vez em 18 de setembro de 1941 com um motor Britânico Merlin 28. O protótipo XP-53 foi então convertido em uma estrutura de teste fixa para o XP-60.
Considerando atrasos na entrega de grande quantidade de motores Merlin, devido à sua utilização em outras aeronaves, foi considerado no seu lugar o uso do motor Allison V-1710. Consequentemente, em 31 de outubro de 1941, um contrato de 1 900 caças P-60A usando o motor Allison, foi assinado.

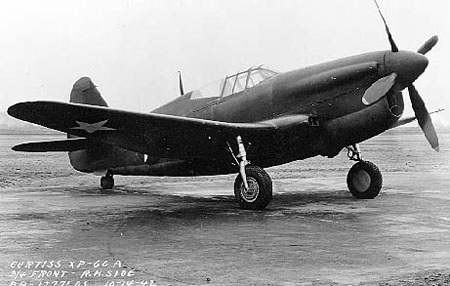
XP-60A com motor Allison V-1710

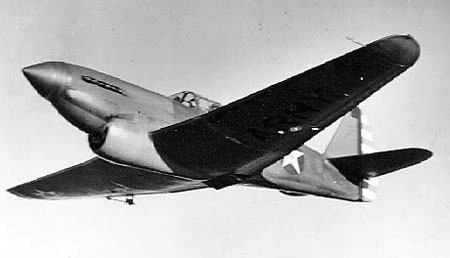
XP-60B durante teste de voo com motor Allison V-1710

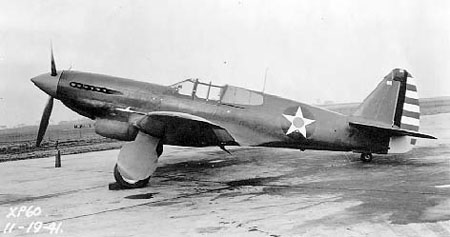
XP-60D com motor Merlin 61

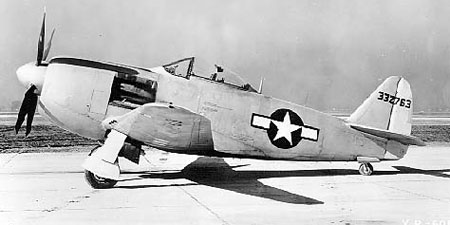
YP-60E com cabine em bolha, motor revisado e hélice de quatro pás

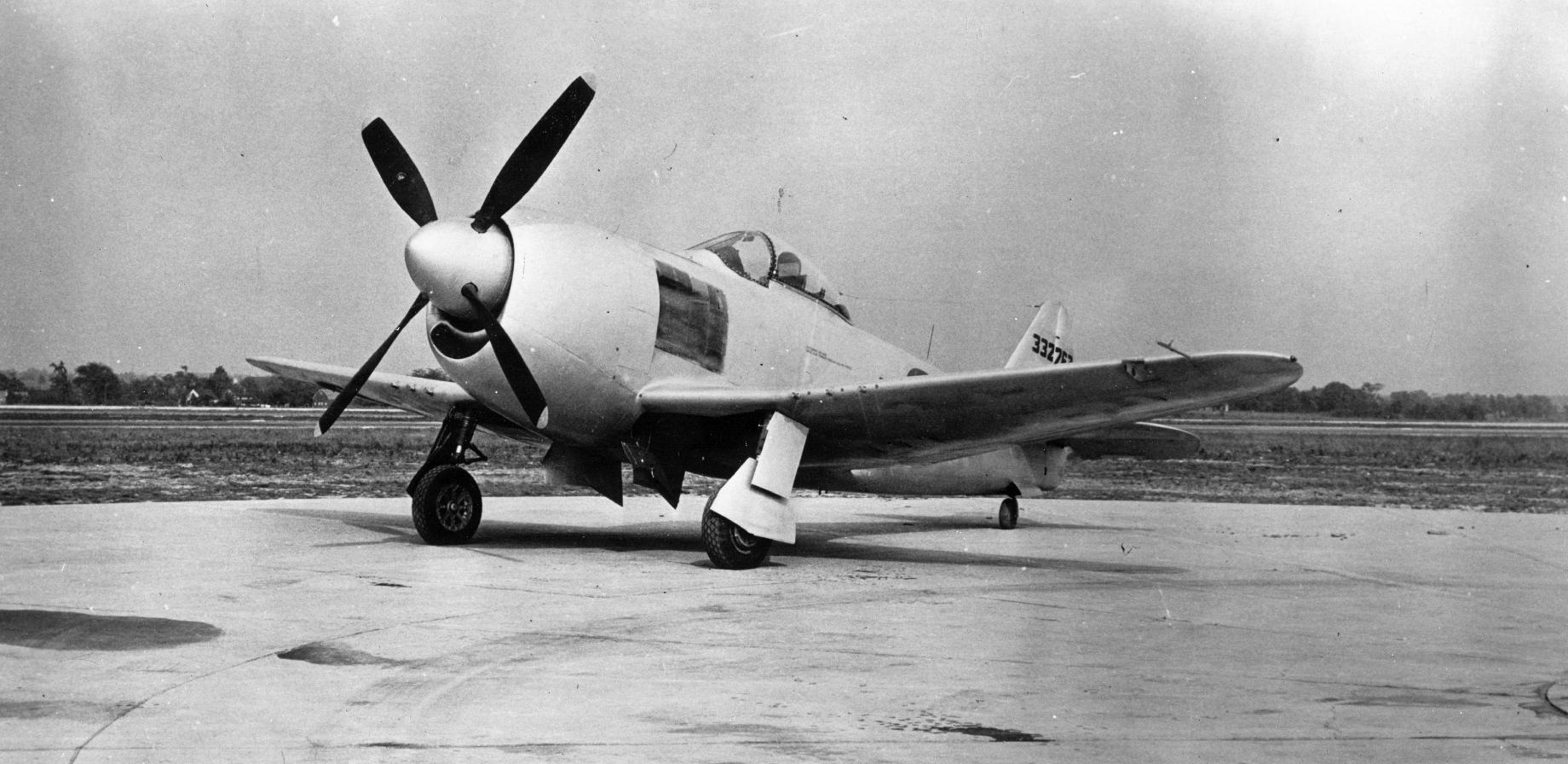
YP-60E

## Histórico operacional
Enquanto isso, os testes de voo do protótipo do XP-60 não estavam progredindo bem. Além dos problemas no trem de pouso, a expectativa de velocidade máxima não estava sendo atingida devido a deficiências no acabamento da superfície de fluxo laminar da asa, o arrasto relativamente alto do radiador (comparado ao North American P-51, que já estava voando) e a performance de motor abaixo do especificado. Consequentemente, o trabalho no P-60A foi interrompido em 20 de dezembro de 1941, quando o USAAC recomendou que a Curtiss se concentrasse em licenciar a produção do Republic P-47.
Em 2 de janeiro de 1942, a recomendação foi alterada para produzir um XP-60A com o motor Allison V-1710 e turbo-compressor General Electric B-14 , um XP-60B com o motor Allison V-1710 e turbo-compressor Wright SU-504-1 e um XP-60C com o gigante Chrysler XIV-2220  de dezesseis cilindros invertidos.
Naquele momento a disponibilidade do motor Chrysler levantava questões e depois da Curtiss observar que várias centenas de quilos de chumbo seriam necessários na cauda da estrutura existente para manter o equilíbrio, foi tomada a decisão de instalar o motor radial Pratt & Whitney R-2800 no XP-60C. Enquanto isso, a Curtiss instalou um motor Merlin 61 no XP-60 original e depois de uma ampliação da superfície vertical da cauda, essa aeronave foi redesignada como XP-60D.
O XP-60A voou pela primeira vez em 1 de novembro de 1942, enquanto o interesse oficial do P-60 diminuía durante o verão de 1942. O interesse devido a promessa de desempenho melhorado com a instalação do motor R-2800 resultou em um contrato de 500 caças P-60A-1-CU de rotação inversa. Com a preocupação de que a rotação inversa poderia não estar disponíveis em tempo, o XP-60B foi modificado para ter o motor R-2800-10 e hélice de quatro pás, essa modificação foi redesignada XP-60E.
Em 27 de janeiro de 1943, o XP-60C voou pela primeira vez alimentado por um motor R-2800-53. As características de voo da aeronave foram consideradas satisfatórias. O primeiro voo do XP-60E com hélice de quatro pás foi adiado até 26 de Maio de 1943, posteriormente se verificou que devido ao seu peso mais leve, o berço do motor teve que ser transferido 10 centímetros para frente.
Em abril de 1943, a Força Aérea do Exército Americano decidiu fazer uma avaliação dos vários aviões de caça em desenvolvimento e uso, a fim de eliminar os modelos menos desejáveis. Foi solicitado a Curtiss para participar com o modelo XP-60E. Como o XP-60E não estava disponível, a empresa preparou apressadamente o XP-60C para a avaliação no Campo Patterson. No evento, devido a diversos problemas, o XP-60C teve um desempenho fraco, resultando na redução da produção de 500 aeronaves para duas aeronaves.
Em janeiro de 1944, o XP-60E foi levado para Campo de Eglin para ensaio oficial, onde pilotos da Força Aérea do Exército descobriram que o modelo não se comparava de maneira favorável aos modelos de aeronaves equivalentes da época. Quando a Curtiss manifestou o desejo de abandonar os trabalhos na série P-60, a Força Aérea do Exército insistiu na conclusão de uma das duas aeronaves em produção. A aeronave quando originalmente encomendada tinha a designação YP-60A-1-CU e foi redesignada YP-60E. Este avião voou em 13 de julho de 1944, e, posteriormente foi entregue no Campo Patterson. O YP-60E diferia do XP-60E por ser alimentado por um motor R-2800-18 de 2 100 hp (1 566 kW) e por ter dossel em formato de bolha.
Com os contratos de desenvolvimento cancelados em junho de 1943, o programa terminou indignamente quando o último protótipo foi sucateado em 22 de dezembro de 1944. Para substituir o P-60, a Curtiss construiu 354 modelos do Republic P-47 no lugar da USAAF. O XP-60E sobreviveu para ser vendido como modelo de entrada para a Nacional Air Races de 1947 mas caiu durante um voo de qualificação antes da competição ser realizada.

## Variantes
XP-53
Curtiss Modelo 88; derivado do XP-46  para atender as especificações R40-C com  asas de fluxo laminar e motor Continental XIV-1430-3. Contrato de 1 de outubro de 1940; cancelado em favor do XP-60 em novembro de 1941. Uma fuselagem para teste estático foi construída.
XP-60
Curtiss Modelo 90; Motor Rolls-Royce Merlin, amado com 8 metralhadoras .50. Um construído, primeiro voo em 18 de setembro de 1941, modificado para XP-60D.
XP-60A
Curtiss Modelo 95A; Motor Allison V-1710-75 armado com 6 metralhadoras .50. Um construído.
P-60A
Planejado para ser a versão de produção do XP-60; 1900 foram encomendados, todos cancelados.
YP-60A-1
Versão de pré produção do P-60A-1.26 encomendados, dois construídos e um reconstruído como YP-60E.
P-60A-1
Versão planejada de produção do modelo XP-60C com motor Pratt & Whitney R-2800-18 armado com 4 metralhadoras .50, cancelado antes da construção.
XP-60B
Curtiss Modelo 95B; Motor V-1710-75 armado com 6 metralhadoras .50. Um construído e modificado para o XP-60E.
XP-60C
Curtiss Modelo 95C; planejado para o motor Chrysler XIV-2220, construído com R-2800-53. Armado com 6 metralhadoras 50 mm. Um construído. Reconstruído como XP-60E.
XP-60D
Reconstrução do XP-60. Curtiss Modelo 90B; Motor Packard V-1650-3. Acidentado em 6 de maio de 1943.
XP-60E
Reconstrução do XP-60B. Curtiss Modelo 95D; Motor R-2800-10; Acidentado em janeiro de 1944. O XP-60C foi reconfigurado para o XP-60E.
YP-60E
Modificação do YP-60A-1 com dossel em bolha. Primeiro voo em 15 de Julho de 1944. Cancelado em 22 de dezembro de 1944.
XP-60F
Modificação planejada para o YP-60A-1. cancelado antes da conversão.